# 布魯克·拉布圖
布魯克·拉布圖（英語：Brooke Raboutou，2001年4月9日—）是一名美國女子運動攀登運動員。她曾經獲得2019年世界青年攀岩錦標賽女子難度賽銅牌。父親迪迪埃·拉布圖、母親羅賓·艾伯斯菲爾德-拉布圖和哥哥尚恩·拉布圖（Shawn Raboutou）也都是運動攀登運動員。

## 外部連結
- IFSC （页面存档备份，存于） （英文）
- 布魯克·拉布圖的Facebook專頁
- 布魯克·拉布圖的Instagram帳戶